# Kobylec (województwo małopolskie)
Kobylec – wieś w Polsce, położona w województwie małopolskim, w powiecie bocheńskim, w gminie Łapanów.
| 0823262 | Borówka    | część wsi |
| 0823279 | Dworskie   | część wsi |
| 0823285 | Granice    | część wsi |
| 0823291 | Janikówka  | część wsi |
| 0823300 | Kanada     | część wsi |
| 0823316 | Nowy Świat | część wsi |
| 0823322 | Podlas     | część wsi |
| 0823339 | Syberia    | część wsi |
| 0823345 | Środek     | część wsi |
| 0823351 | Zarębówka  | część wsi |

W latach 1975–1998 miejscowość administracyjnie należała do województwa tarnowskiego.
Zabudowania i pola miejscowości Kobylec znajdują się w dolinie Kobyleckiego Potoku (lewy dopływ Stradomki) oraz na wznoszących się nad nią wzgórzach Pogórza Wiśnickiego, na wysokości około 230–370 m n.p.m..
Zabytki: dwór.